# Angelo Taylor
Angelo Taylor (Albany, Georgia, 29 december 1978) is een Amerikaanse atleet, die is gespecialiseerd in de 400 m horden. Hij werd tweemaal olympisch kampioen en meervoudig Amerikaans kampioen in deze discipline. Ook was hij succesvol op de 400 m, getuige meerdere nationale titels en de olympische en wereldtitels op de 4 x 400 m estafette. Hij nam viermaal deel aan de Olympische Spelen en won hierbij in totaal vier medailles.

## Biografie

### Eerste medaille op WJK
Zijn eerste medaille van belang veroverde Taylor in 1996 op de wereldkampioenschappen voor junioren door op de 400 m horden in 50,18 s naar het brons te snellen. Een jaar later won hij op dit onderdeel goud op de Pan-Amerikaanse jeugdkampioenschappen. Daarnaast nam Taylor, die inmiddels studeerde aan het Georgia Institute of Technology, deel aan de NCAA-kampioenschappen. Werd hij in 1997 op de 400 m horden nog tweede, een jaar later veroverde hij de titel. Op de Amerikaanse kampioenschappen van 1998 werd hij bovendien tweede, waarna hij in de drie jaren die volgden op de 400 m horden de nationale titel voor zich opeiste.    

### Olympisch kampioen
In 1999 maakte Taylor zijn debuut op een groot seniorentoernooi; op de wereldkampioenschappen in Sevilla werd hij op de 400 m horden derde in zijn serie. Indruk maakte hij vervolgens op de 4 x 400 m estafette. Als derde loper van het Amerikaanse team, dat verder bestond uit Jerome Davis, Antonio Pettigrew en Michael Johnson, snelde hij in 2.56,45 naar de gouden medaille. Een jaar later voerde hij op de 400 m horden de wereldjaarranglijst aan, toen hij afreisde naar de Olympische Spelen van Sydney. Daar maakte hij zijn nieuw verworven status waar en in een memorabele finale veroverde hij met slechts 0,03 seconden voorsprong het olympisch goud. Ook werd hij als loper ingezet in zowel de serie als de halve finale van de 4 x 400 m estafette, waarna het Amerikaanse team in de finale zonder Taylor naar het goud liep. Daardoor ontving hij eveneens een gouden medaille, maar op 2 augustus 2008 ontnam het IOC de Amerikaanse ploeg die medaille weer, nadat Taylors teamgenoot Antonio Pettigrew had toegegeven, dat hij tussen 1997 en 2003 verboden middelen had gebruikt. Die bekentenis had wel tot gevolg, dat door de IAAF ook de winst van de Amerikanen op de 4 x 400 m estafette tijdens de WK van 1999 uit de boeken werd geschrapt, aangezien Pettigrew immers ook deel had uitgemaakt van dat team.
In 2001 slaagde een door griep en een bijholteontsteking geplaagde Angelo Taylor er niet in om tijdens de WK van 2001 op de 400 m horden door te dringen tot de finale. Samen met Leonard Byrd, Antonio Pettigrew en Derrick Brew snelde hij vervolgens echter wel naar het goud op de 4 x 400 m estafette, maar aangezien Pettigrew ook hier deel uitmaakte van het team, werd dit resultaat later eveneens ongeldig verklaard en moest Taylor andermaal door toedoen van zijn frauderende ploeggenoot een gouden plak inleveren.

### Veroordeling
Hierna volgden minder succesvolle jaren. Voor de WK van 2003 in Parijs wist hij zich niet te kwalificeren, waarna zijn poging om op de Olympische Spelen van 2004 in Athene zijn titel op de 400 m horden te verdedigen, mislukte; hij werd in de halve finale uitgeschakeld.
Wat volgde waren een paar zwarte bladzijden in de loopbaan van Angelo Taylor. In november 2004 werd hij gearresteerd door de politie, naar verluidt terwijl hij seks had in een geparkeerde auto met een vijftienjarig meisje, dat gezegd had dat ze meerderjarig was. Later werd hij opnieuw gearresteerd voor hetzelfde vergrijp. In januari 2006 werd hij veroordeeld tot een boete van 2500 dollar voor het hebben van seks met minderjarige meisjes en voor drie jaar voorwaardelijk op vrije voeten gesteld.

### Opnieuw olympisch kampioen
In 2007 was Taylor plotseling terug op hoog niveau. Op de WK in Osaka werd hij op de 400 m derde in 44,32. In 2008 herhaalde hij zijn prestatie van acht jaar daarvoor door op de Olympische Spelen van Peking op de 400 m horden opnieuw naar het goud te snellen. Met een tijd van 47,25 eindigde hij voor zijn landgenoten Kerron Clement (zilver; 47,98) en Bershawn Jackson (brons; 48,06). Op de 4 x 400 m estafette won met zijn teamgenoten LaShawn Merritt, David Neville en Jeremy Wariner zijn tweede gouden medaille. Met een olympisch record van 2.55,39 eindigde het Amerikaanse team voor de estafetteploegen uit Bahama's (2.58,03) en Rusland (brons; 2.58,06).
Op de WK van 2009 in Berlijn slaagde Taylor er niet in om op de 400 m horden door te dringen tot de halve finales, maar op de 4 x 400 m estafette bewees hij, samen met Jeremy Wariner, Kerron Clement en LaShawn Merritt, andermaal de Amerikaanse suprematie op dit onderdeel door in 2.57,86, de beste wereldjaarprestatie, het goud voor zich op te eisen. In het jaar dat volgde was er geen groot internationaal titeltoernooi en concentreerde Taylor zich derhalve op de wedstrijden in de Diamond League-serie. Daar wist hij eenmaal op de 200 m, tweemaal op de 400 m en driemaal op de 400 m horden het podium te bereiken. Bovendien verbeterde hij aan het eind van het seizoen tijdens de Rieti Meeting zijn PR op de 200 m en bracht het op 20,23.

### Viermaal eerste op een WK
Via een derde plaats op de 400 m horden in 47,94 tijdens de Amerikaanse kampioenschappen verzekerde Angelo Taylor zich in 2011 van een plaats in de ploeg voor de WK in Daegu. Daar wist hij op dit onderdeel evenwel niet opnieuw te pieken en eindigde hij in 49,31 op een tegenvallende zevende plaats. Beter verging het hem, zoals bij eerdere gelegenheden, op de 4 x 400 m estafette. Samen met Greg Nixon, Bershawn Jackson en LaShawn Merritt bleef hij in 2.59,31 het Zuid-Afrikaanse team, dat in 2.59,87 finishte, net voor. Voor Taylor was het de vierde keer dat hij op dit estafettenummer op een WK goud won, ook al werden hem nadien de eerste twee medailles weer ontnomen. In de Diamond League-serie stond hij dat jaar, evenals in 2010, opnieuw zesmaal op het podium, maar deze keer zaten daar drie overwinningen bij, waarvan twee op de 400 m horden en een op de 400 m.    
Op de Olympische Spelen van 2012 in Londen nam hij deel aan de 400 m horden en de 4 x 400 m estafette. Op het eerste onderdeel werd hij vijfde in de finale met een tijd van 48,25. Op het estafetteonderdeel won hij een zilveren medaille met 2.56,05.

## Titels
- Olympisch kampioen 400 m horden - 2000, 2008
- Olympisch kampioen 4 x 400 m estafette - 2008
- Wereldkampioen 4 x 400 m estafette - 1999, 2001, 2009, 2011
- Amerikaans kampioen 400 m horden - 1999, 2000, 2001
- Amerikaans kampioen 400 m - 2002, 2007
- Amerikaans indoorkampioen 400 m - 1999
- NCAA-kampioen 400 m horden - 1998
- Pan-Amerikaans jeugdkampioen 400 m horden - 1997

## Persoonlijke records
Outdoor
| Onderdeel    | Prestatie | Datum            | Plaats       |
| ------------ | --------- | ---------------- | ------------ |
| 100 m        | 10,58 s   | 19 april 2008    | Athens       |
| 200 m        | 20,23 s   | 29 augustus 2010 | Rieti        |
| 300 m        | 32,67 s   | 27 augustus 2002 | Luik         |
| 400 m        | 44,05 s   | 23 juni 2007     | Indianapolis |
| 400 m horden | 47,25 s   | 18 augustus 2008 | Peking       |

Indoor
| Onderdeel | Prestatie | Datum            | Plaats  |
| --------- | --------- | ---------------- | ------- |
| 400 m     | 45,50 s   | 27 februari 1999 | Atlanta |

## Palmares

### 400 m
- 1999:  Amerikaanse indoorkamp. - 45,50 s
- 2002:  Amerikaanse kamp. - 45,00 s
- 2007:  Amerikaanse kamp. - 44,05 s
- 2007:  Wereldatletiekfinale - 44,92 s
- 2007:  WK - 44,32 s
- 2008: 4e Wereldatletiekfinale - 45,37 s
- 2009: 7e Wereldatletiekfinale - 46,20 s

### 400 m horden
- 1996:  WJK - 50,18 s
- 1997:  NCAA-kamp. - ?
- 1997:  Pan-Amerikaanse jeugdkamp. - 50,03 s
- 1998:  NCAA-kamp. - ?
- 1998:  Goodwill Games - 47,92 s
- 1999:  Amerikaanse kamp. - 48,49 s
- 1999: 3e in serie WK - 49,58 s
- 2000:  Amerikaanse kamp. - 47,62 s
- 2000:  OS - 47,50 s
- 2000:  Grand Prix Finale - 48,14 s
- 2001:  Amerikaanse kamp. - 48,49 s
- 2001: 4e in ½ fin. WK - 49,23 s
- 2004: 4e in ½ fin. OS - 48,72 s
- 2007:  FBK Games - 49,07 s
- 2007: 5e Wereldatletiekfinale - 49,27 s
- 2008:  OS - 47,25 s
- 2009: 4e in serie WK - 49,64 s
- 2011:  Amerikaanse kamp. - 47,94 s
- 2011: 7e WK - 49,31 s
- 2012: 5e OS - 48,25 s

### 4 x 400 m
- 1999:  WK - 2.56,45
- 2000: 1e in ½ fin. OS - 2.58,78
- 2001:  WK - 2.57,54
- 2008:  OS - 2.55,39 (OR)
- 2009:  WK - 2.57,86
- 2011:  WK - 2.59,31
- 2012:  OS - 2.57,05

### Golden League-podiumplekken
- 1999:  400 m horden Herculis – 48,41 s
- 1999:  400 m horden Weltklasse Zürich – 48,15 s
- 2000:  400 m horden Meeting Gaz de France – 48,53 s
- 2000:  400 m horden Golden Gala – 48,03 s
- 2000:  400 m horden Weltklasse Zürich – 47,90 s
- 2000:  400 m horden Memorial Van Damme – 48,33 s
- 2000:  400 m horden ISTAF – 48,26 s
- 2001:  400 m horden Meeting Gaz de France – 48,10 s
- 2001:  400 m horden Weltklasse Zürich – 48,21 s
- 2007:  400 m Golden Gala – 44,55 s
- 2007:  400 m horden Meeting Gaz de France – 48,73 s
- 2007:  400 m ISTAF – 45,21 s
- 2008:  400 m horden Meeting Gaz de France – 48,91 s
- 2008:  400 m horden Weltklasse Zürich – 48,07 s

### Diamond League-podiumplekken
- 2010:  200 m Shanghai Golden Grand Prix – 20,34 s
- 2010:  400 m Golden Gala – 44,74 s
- 2010:  400 m horden Athletissima – 47,96 s
- 2010:  400 m horden Herculis – 47,79 s
- 2010:  400 m horden DN Galan – 49,57 s
- 2010:  400 m Weltklasse Zürich – 44,72 s
- 2011:  400 m horden Golden Gala – 48,66 s
- 2011:  400 m Prefontaine Classic – 45,16 s
- 2011:  400 m horden Herculis – 47,97 s
- 2011:  400 m horden London Grand Prix – 48,83 s
- 2012:  400 m Qatar Athletic Super Grand Prix – 44,97 s
- 2012:  400 m horden Shanghai Golden Grand Prix – 48,98 s
- 2012:  400 m Prefontaine Classic – 45,59 s
- 2012:  400 m horden London Grand Prix – 48,43 s
- 2012:  400 m Birmingham Grand Prix – 44,93 s
- 2012:  400 m horden Weltklasse Zürich – 48,29 s

1900: John Tewksbury ·
1904: Harry Hillman ·
1908: Charles Bacon ·
1920: Frank Loomis ·
1924: Morgan Taylor ·
1928: David Burghley ·
1932: Bob Tisdall ·
1936: Glenn Hardin ·
1948: Roy Cochran ·
1952: Charles Moore ·
1956: Glenn Davis ·
1960: Glenn Davis ·
1964: Rex Cawley ·
1968: David Hemery ·
1972: John Akii-Bua ·
1976: Edwin Moses ·
1980: Volker Beck ·
1984: Edwin Moses ·
1988: André Phillips ·
1992: Kevin Young ·
1996: Derrick Adkins ·
2000: Angelo Taylor ·
2004: Félix Sánchez ·
2008: Angelo Taylor ·
2012: Félix Sánchez ·
2016: Kerron Clement ·
2020: Karsten Warholm ·
2024: Rai Benjamin
1912: Sheppard, Lindberg, Meredith, Reidpath ·
1920: Griffiths, Lindsay, Ainsworth-Davis, Butler ·
1924: Cochran, Helffrich, MacDonald, Stevenson ·
1928: Baird, Alderman, Spencer, Barbuti ·
1932: Fuqua, Ablowich, Warner, Carr ·
1936: Wolff, Rampling, Roberts, Brown ·
1948: Harnden, Bourland, Cochran, Whitfield ·
1952: Wint, Laing, McKenley, Rhoden ·
1956: Jenkins, Jones, Mashburn, Courtney ·
1960: Yerman, Young, G. Davis, O. Davis ·
1964: Cassell, Larrabee, Williams, Carr ·
1968: Matthews, Freeman, James, Evans ·
1972: Asati, Nyamau, Ouko, Sang ·
1976: Frazier, Brown, Newhouse, Parks ·
1980: Valiulis, Linge, Tsjernetski, Markin ·
1984: Nix, Armstead, Babers, McKay ·
1988: Everett, Lewis, Robinzine, Reynolds ·
1992: Valmon, Watts, Johnson, Lewis ·
1996: Harrison, Smith, Mills, Maybank ·
2000: Bada, Chukwu, Monye, Udo-Obong  ·
2004: Harris, Brew, Wariner, Williamson ·
2008: Merritt, Taylor, Neville, Wariner ·
2012: Brown, Pinder, Mathieu, Miller ·
2016: Hall, McQuay, Roberts, Merritt ·
2020: Cherry, Norman, Deadmon, Benjamin ·
2024: Bailey, Norwood, Deadmon, Benjamin
1983: Lovasjov, Troshchilo, Tsjernetski, Markin ·
1987: Everett, Haley, McKay, Reynolds ·
1991: Black, Redmond, Regis, Akabusi ·
1993: Valmon, Watts, Reynolds, Johnson ·
1995: Ramsey, Mills, Reynolds, Johnson ·
1997: Thomas, Black, Baulch, Richardson, Hylton ·
1999: Czubak, Maćkowiak, Bocian, Haczek ·
2001: Moncur, Brown, McIntosh, Munnings ·
2003: Djhone, Keïta, Diagana, Raquil ·
2005: Rock, Brew, Williamson, Wariner ·
2007: Merritt, Taylor, Williamson, Wariner ·
2009: Taylor, Wariner, Clement, Merritt ·
2011: Nixon, Jackson, Taylor, Merritt ·
2013: Verburg, McQuay, Hall, Merritt ·
2015: Verburg, McQuay, Nellum, Merritt ·
2017: Solomon, Richards, Cedenio, Gordon ·
2019: Kerley, Cherry, London, Benjamin ·
2022: Godwin, Norman, Deadmon, Allison ·
2023: Hall, Norwood, Robinson, Benjamin